# Симоис
Симоис е древна река в Троада, в равнината до подстъпите към древна Троя, която е място на митичната битка, описана от Омир, между Ахил „богоравни“ и речните богове Симоис (още срещан като Симоента) и Скамандър. В днешно време тя не е спомената в списъка на реките, течащи в тази географска област. Възможно е коритото да се е преместило или пресъхнало.

## Изчезналата река
Много описани в древността географски контури претърпяват обозрими промени, особено под постоянното въздействие на природните стихии. Така например древните Термопили представлявали тясна ивица между планината и морето, а днес, 2500 години след битката, наносите са образували обширна алувиална равнина.

Според описанието на Димитрий Скепсидски, по времето на древна Троя двете реки Симоис и Скамандър се сливали току пред стените на Илион и образували сравнително обширно езеро, наричано Стомалимни, оттичащо се в долното течение на Скамандер към морето. Плиний Стари, измежду други пътешественици потърсили древна Троя, също не намира така описания терен. Единствените бележки в неговите пътеписи споменават гроба на Хекуба. През 19 век, когато през 1870 г. Хайнрих Шлиман (но не и други археолози) решава да започне разкопки на хълма „Хисарлък“ и впоследствие идентифицира находката като Троя, географията на терена по Омир не съответствала. И днес има историци, макар и малцина на брой, скептично настроени по отношение откриването на Троя, поради това че описанието на местността около Троя, оставено от Омир в Илиада, драстичното се разминава със съвременния облик на терена.
Много съвременници на Шлиман се изказвали скептично, дори след откритието му, че Троя бил мит. След откриването на останките на Илион все още не било ясно защо покрай турската река (Кара-)Мендере, наследница на името на Скамандър нямало минералните извори на Троя. По-голямата от двете реки, Скамандър, се оказва, че имала две корита, съединяващи се пред Троя, едното се затлачило от наноси от тиня и превърнало троянската равнина в блато, другото продължило да тече към морето, докато река Симоис пресъхнала. Според английския географ Лийк, след упадъка на Троя и занемаряване на поддръжката на поливните канали, Симоис и Скамандър, които били зависими от сезонните валежи и силно варирали в нивата си, се трансформирали. Тази част на Мала Азия, Троада, имала по-влажен климат от останалите части на този иначе сух субконтинент. През зимните месеци дъждовете били обилни и годишно се равнявали на 800 – 1000 mm. През лятото много реки пресъхвали, особено когато духнели горещите етиси (или мелтеми). При липса на пренасочване на водите за поливане източното корито на Скамандър се излива в мочурище, а западното по-късно (но преди посещението на Плиний) е коригирано с канал към Егейско море, докато река Симоис се загубва завинаги.Няма докладвано намиране на така описан палеоканал в областта.

## В митологията
Със същото име, Симоис, е познат речният бог Симоента, воден дух, покровител на река Симоис. Той е син на бог Океан и Тетида. Богът Симоис имал две дъщери, омъжени за благородници в троянското царско семейство. Първата, Естиохия, била омъжена за дарданеца Ерихтон (или Ерихтоний), А втората, Йеромнема, била съпруга на Асарак.

## В Илиада
Омир разказва как олимпийските богове имали своите любимци и взимали страна в конфликта между ахейци и троянци, като в този случай, подтикнати от семеен патриотизъм, речните богове се намесили на страната на Троя. В глава 21 Омир говори за поканата отправена от Скамандър към Симоис, за да смирят дързостта на Ахил:

„...Мили ми братко! Ела да смирим дързостта на Ахила!
Скоро ще срине голямата крепост на царя Приама:
дълго не ще устоят във кипежа на боя троянци.
Тозчас на помощ ела, напълни ми коритото цяло
с изворна буйна вода, събери и безбройни потоци,
вдигай огромни вълни и шуми със скали и дървета,
заедно двамата ние свирепия мъж да препънем,
който сега побеждава и равен с безсмъртни се смята...“
(Илиада, глава 21:308 – 15)

Плановете им са осуетени от Хефест, чиято огнена стихия надвива на вълните на Скамандър и спасява Ахил.